# Asma Mansour
Asma Mansour est une entrepreneure et féministe tunisienne, qui a cofondé en 2011 le Centre tunisien pour l'entrepreneuriat social.
En conséquence, elle figure parmi les 100 femmes distinguées par la BBC en 2014. En juin 2016, elle est troisième parmi les 42 innovateurs africains sélectionnés par le magazine Ventures Africa,.

## Biographie
Ayant grandi dans une famille traditionnelle, elle est soumise aux règles strictes de ses parents. Alors qu'elle est âgée de quinze ans, elle commence à écrire combien il lui est difficile d'accepter la façon dont les femmes sont traitées dans sa famille et plus généralement dans l'ensemble de la société. Elle étudie néanmoins la comptabilité à l'Institut supérieur de comptabilité et d'administration des entreprises de l'université de La Manouba (ISCAE), dont elle est diplômée en 2010.
Lors de ses études, Mansour joue un rôle de premier plan au sein de divers organismes, dont la Jeune chambre internationale et l'Association internationale des étudiants en sciences économiques et commerciales, où elle acquiert, en organisant des événements, une expérience dans des domaines tels que l'environnement, la santé, l'éducation, les droits de l'homme et l'exclusion sociale. Elle apprend à gérer une équipe, récolter des fonds et négocier des partenariats. En reconnaissance de son potentiel, l'ambassade des États-Unis en Tunisie lui accorde une bourse pour suivre un cours de gestion d'entreprise au sein de la Mediterranean School of Business qu'elle termine en 2010. Grâce à une bourse d'études de l'École supérieure de commerce de Tunis, elle obtient ensuite un master en 2013.
Tout en étudiant, elle fonde une organisation active dans les droits humains, le Mouvement du peuple pour l'apprentissage des droits de l'homme, qui s'engage à intégrer les droits de l'homme dans la vie quotidienne des citoyens tunisiens. Après une visite au Japon, où elle est inspirée par le potentiel d'une approche sociale de l'entrepreneuriat, elle fonde en 2011, avec Hatem Mahbouli et Sarah Toumi, le Centre tunisien pour l'entrepreneuriat social, destiné à faire de l'entrepreneuriat social une base pour l'économie tunisienne.

## Centre tunisien pour l'entrepreneuriat social
Le Centre tunisien pour l'entrepreneuriat social est créé en 2011. Sa mission principale est de chercher des solutions durables et innovantes pour les défis sociaux, environnementaux et économiques de la Tunisie tout en se basant sur les principes de l'entrepreneuriat social qui, pour l'équipe, constitue un générateur d'opportunités de développement pour les communautés locales.
Lingare (gare de l'innovation sociale), l'un des projets phares du centre qui est initié en 2015, est constitué de quatre espaces d'innovation à Mahdia, Sidi Bouzid, Kasserine et Tunis. Le rôle de ces espaces est d'assurer les conditions convenables aux communautés locales pour co-créer des projets innovants qui auront un impact sur la société. De plus, à travers ce projet, le centre cherche à décentraliser et démocratiser l'accès à l'information, aux opportunités et aux réseaux d'experts nationaux et internationaux à travers des programmes variés.

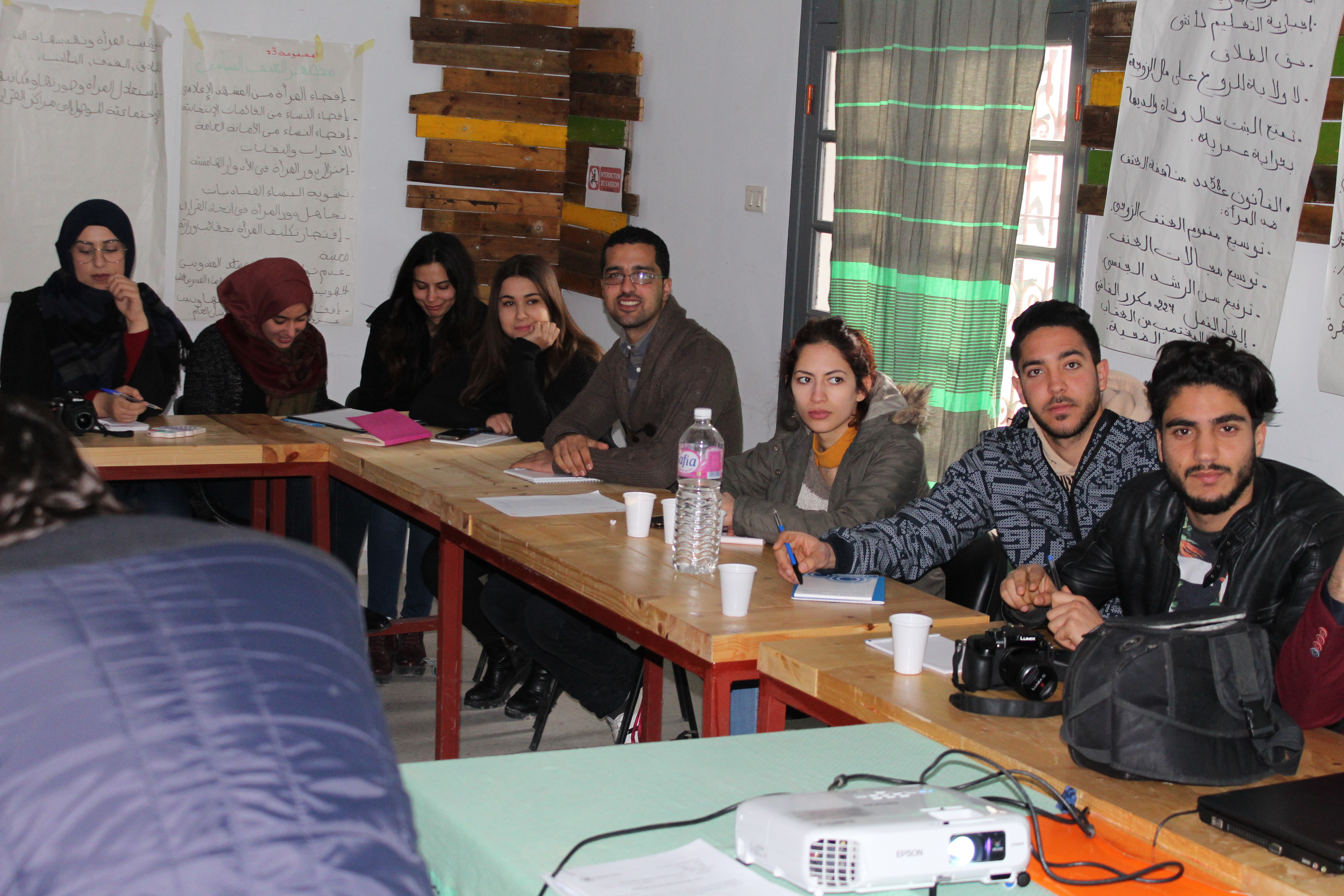
Formation en vidéographie Lingare à Mahdia.
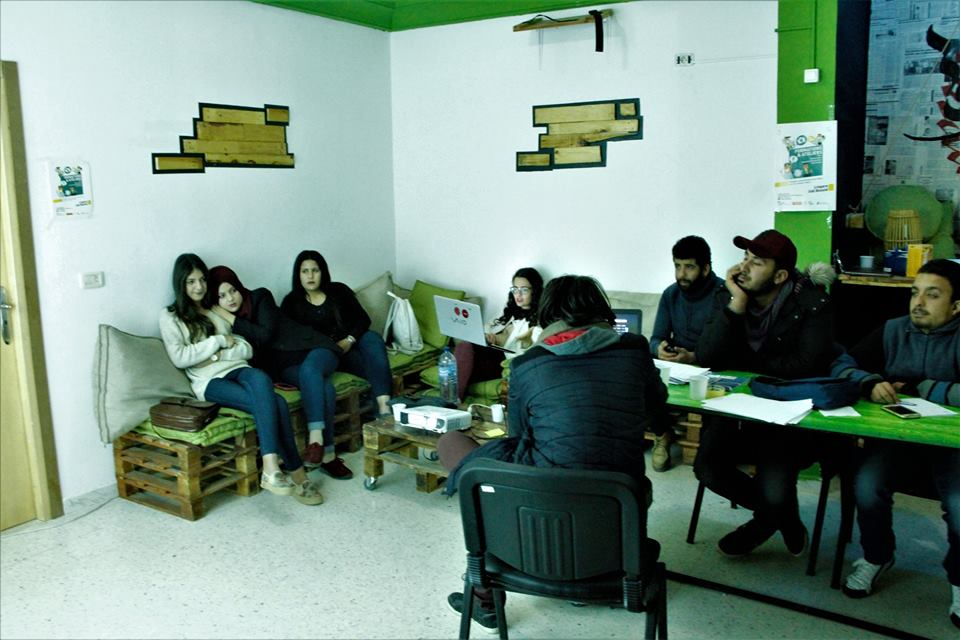
Formation Wikipédia à Lingare Sidi Bouzid.
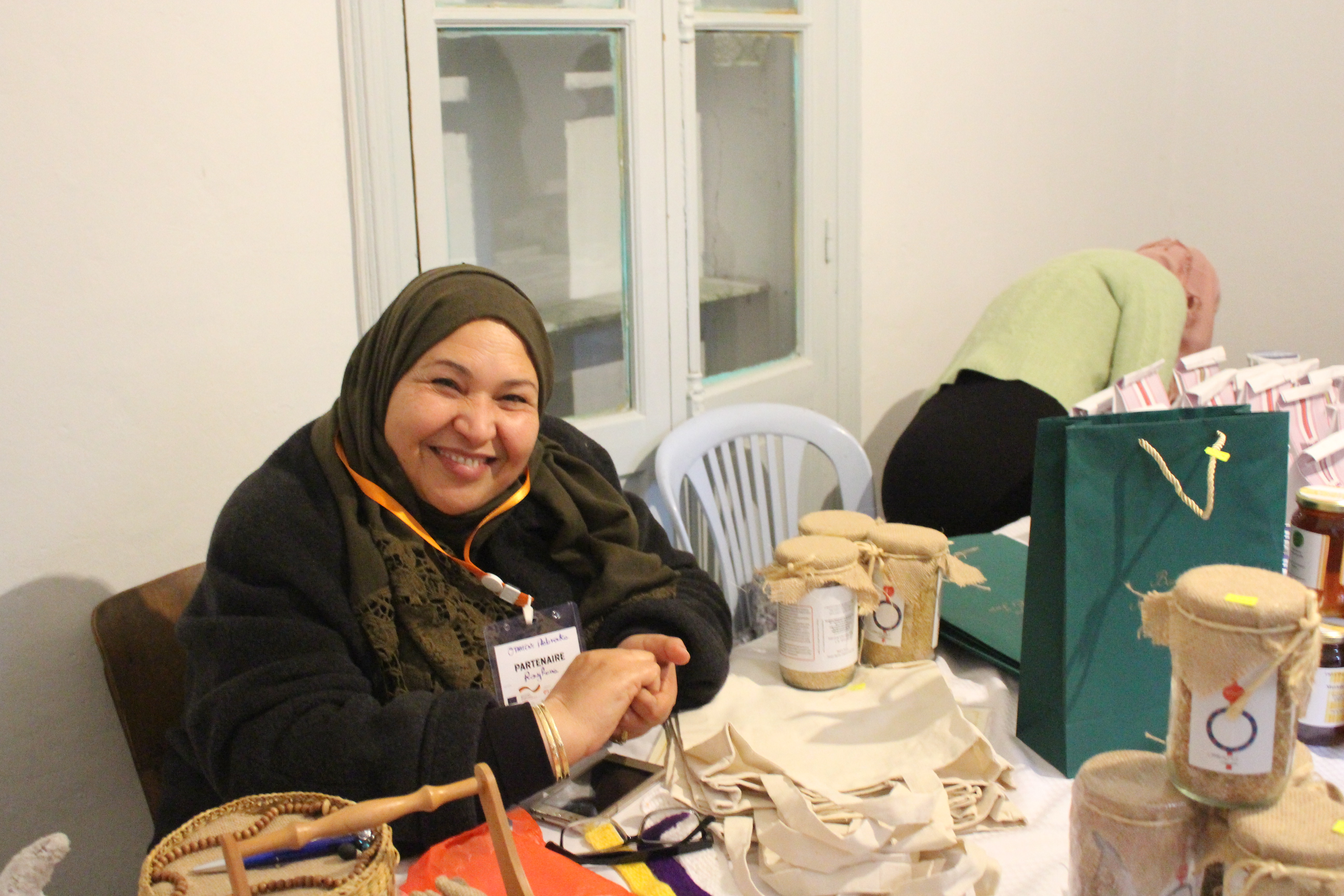
Exposition à Lingare Lemdina à Tunis.